# Wigilia (imię)
Wigilia – imię żeńskie pochodzenia łacińskiego Vigilia, wywodzące się od słowa vigilus oznaczającego "która czuwa, czuwająca". Patronką tego imienia jest święta Wigilia z Livorno.
Męskim odpowiednikiem jest Wigiliusz.
Wigilia imieniny obchodzi 19 kwietnia, jako wspomnienie św. męczennicy z Livorno.